# Liste des mammifères au Bénin
 (avril 2022).
Ceci est une liste des espèces de mammifères recensées au Bénin. Parmi les espèces de mammifères du Bénin, trois sont en danger, neuf sont vulnérables et deux sont quasi menacées. Cette liste est dérivée de la Liste rouge de l'UICN qui répertorie les espèces de mammifères et inclut les mammifères qui ont été récemment classés comme éteints (depuis 1500 apr. J.-C.). La taxonomie des espèces est basée sur celle de l'UICN, de la Smithsonian Institution ou de l'Université du Michigan,,,.
Les balises suivantes sont utilisées pour mettre en évidence l'état de conservation de chaque espèce tel qu'évalué par l'Union internationale pour la conservation de la nature :
| EX | Éteint                  | Il ne fait aucun doute raisonnable que le dernier individu est décédé.                                                                   |
| EO | Éteint à l'état sauvage | Connu seulement pour survivre en captivité ou en tant que populations naturalisées bien en dehors de son aire de répartition précédente. |
| RC | Danger critique         | L'espèce est en danger imminent d'extinction à l'état sauvage.                                                                           |
| FR | En voie de disparition  | L'espèce est confrontée à un risque extrêmement élevé d'extinction à l'état sauvage.                                                     |
| VU | Vulnérable              | L'espèce est confrontée à un risque élevé d'extinction à l'état sauvage.                                                                 |
| NT | Quasi menacée           | L'espèce ne répond à aucun des critères qui la classeraient comme menacée d'extinction, mais il est probable qu'elle le fera à l'avenir. |
| CL | Préoccupation mineure   | Il n'y a actuellement aucun risque identifiable pour l'espèce.                                                                           |
| JJ | Données insuffisantes   | Il n'y a pas suffisamment d'informations pour évaluer les risques pour cette espèce.                                                     |

Certaines espèces ont été évaluées à l'aide d'un ensemble de critères antérieurs. Les espèces évaluées à l'aide de ce système ont les catégories suivantes au lieu des catégories quasi menacées et moins préoccupantes :
| LR/cd | Faible risque/dépendance à la conservation | Espèces qui faisaient l'objet de programmes de conservation et qui auraient pu passer dans une catégorie à risque plus élevé si ce programme avait été interrompu. |
| LR/nt | Risque plus faible/quasi menacé            | Espèces proches d'être classées vulnérables mais ne faisant pas l'objet de programmes de conservation.                                                             |
| LR/cl | Risque plus faible/Préoccupation mineure   | Espèces pour lesquelles il n'y a pas de risques identifiables. |

## Ordre:Tubulidentata(aardvark)
- Famille : Orycteropodidae (Oryctérope)
  - Genre : Orycteropus
    - Oryctérope, O. afer LC

## Ordre:Hyracoidea(hyrax)
Les damans sont l'une des quatre espèces de mammifères herbivores assez petits et épais de l'ordre des Hyracoidea. De la taille d'un chat domestique, ils ont une bonne fourrure, un corps arrondi et une queue courte. Ils sont originaires d'Afrique et du Moyen-Orient.
- Famille : Procaviidae (hyrax)
  - Genre : Dendrohyrax
    - Hyrax des arbres de l'Ouest, D. dorsalis LC

  - Genre : Procavia
    - Daman du Cap, P. capensis LC

## Ordre:Proboscidea(éléphants)
Les éléphants comprennent trois espèces vivantes et sont les plus grands animaux terrestres vivants.
- Famille : Elephantidae (éléphants)
  - Genre : Loxodonte
    - Éléphant de forêt d'Afrique, L. cyclotis CR

## Ordre:Sirenia(lamantins et dugongs)
Sirenia est un ordre de mammifères herbivores entièrement aquatiques qui habitent les rivières, les estuaires, les eaux marines côtières, les marécages et les zones humides marines. Les quatre espèces sont menacées.
- Famille : Trichéchidés
  - Genre : Trichechus
    - Lamantin africain, Trichechus senegalensis VU

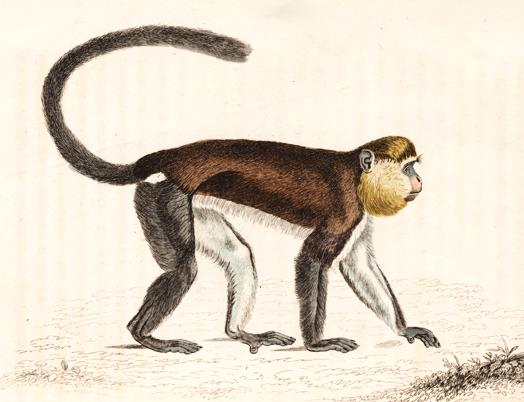
Mona singe

L'ordre des primates comprend les humains et leurs plus proches parents : les lémuriens, les lorisoïdes, les tarsiers, les singes et les grands singes.
- Sous-ordre : Strepsirrhini
  - Infra-ordre : Lémuriformes
    - Superfamille : Lorisoidea
      - Famille : Lorisidés
        - Genre : Perodicticus
          - Potto, Perodicticus potto LR/lc

      - Famille : Galagidés
        - Genre : Galagoïdes
          - Bushbaby du prince Demidoff, Galagoides demidovii LR/lc

        - Genre : Galago
          - Galago du Sénégal, Galago senegalensis LR/lc
- Sous-ordre : Haplorhini
  - Infraordre : Simiiformes
    - Parvorder: Catarrhini
      - Superfamille : Cercopithecoidea
        - Famille : Cercopithecidae (singes de l'Ancien Monde)
          - Genre : Erythrocebus
            - Singe patas, Erythrocebus patas LR/lc

          - Genre : Chlorocébus
            - Singe tantale, Chlorocebus tantalus LR/lc

          - Genre : Cercopithecus
            - Guénon à gorge blanche, Cercopithecus erythrogaster FR
            - Singe Mona, Cercopithecus mona LR/lc
            - Grand singe à nez tacheté, Cercopithecus nictitans LR/lc
            - Guénon à nez tacheté moindre, Cercopithecus petaurista LR/lc

          - Genre : Papio
            - Babouin olive, Papio anubis LR/lc

          - Sous-famille : Colobinae
            - Genre : Colobe
              - Colobe royal, Colobus polykomos LR /nt
              - Colobe ursin, Colobus vellerosus VU

            - Genre : Procolobus
              - Colobe olive, Procolobus verus LR/nt

      - Superfamille : Hominoidea
        - Famille : Hominidés
          - Sous-famille : Homininae
            - Tribu : Panini
              - Genre : Casserole
                - Chimpanzé commun, Pan troglodytes FR

## Ordre:Rodentia(rongeurs)
Les rongeurs constituent le plus grand ordre de mammifères, avec plus de 40 % des espèces de mammifères. Ils ont deux incisives dans la mâchoire supérieure et inférieure qui poussent continuellement et doivent être maintenues courtes en rongeant. La plupart des rongeurs sont petits bien que le capybara puisse peser jusqu'à 45 kg (100 kg).
- Suborder: Hystricomorpha
  - Family: Hystricidae (Old World porcupines)
    - Genus: Atherurus
      - African brush-tailed porcupine, Atherurus africanus LC
      - Genus: Hystrix
        - Crested porcupine, Hystrix cristata LC

    - Family: Thryonomyidae (cane rats)
      - Genus: Thryonomys
        - Greater cane rat, Thryonomys swinderianus LC
- Suborder: Sciurognathi
  - Family: Sciuridae (squirrels)
    - Subfamily: Xerinae
      - Tribe: Xerini
        - Genus: Xerus
          - Striped ground squirrel, Xerus erythropus LC

      - Tribe: Protoxerini
        - Genus: Funisciurus
          - Thomas's rope squirrel, Funisciurus anerythrus DD
          - Red-cheeked rope squirrel, Funisciurus leucogenys DD
          - Kintampo rope squirrel, Funisciurus substriatus DD

        - Genus: Heliosciurus
          - Gambian sun squirrel, Heliosciurus gambianus LC
          - Red-legged sun squirrel, Heliosciurus rufobrachium LC

        - Genus: Paraxerus
          - Green bush squirrel, Paraxerus poensis LC

        - Genus: Protoxerus
          - Forest giant squirrel, Protoxerus stangeri LC

  - Family: Gliridae (dormice)
    - Subfamily: Graphiurinae
      - Genus: Graphiurus
        - Jentink's dormouse, Graphiurus crassicaudatus DD

  - Family: Nesomyidae
    - Subfamily: Dendromurinae
      - Genus: Dendromus
        - Gray climbing mouse, Dendromus melanotis LC
        - Banana climbing mouse, Dendromus messorius LC

      - Genus: Steatomys
        - Northwestern fat mouse, Steatomys caurinus LC
        - Dainty fat mouse, Steatomys cuppedius LC

    - Subfamily: Cricetomyinae
      - Genus: Cricetomys
        - Emin's pouched rat, Cricetomys emini LC
        - Gambian pouched rat, Cricetomys gambianus LC

  - Family: Muridae (mice, rats, voles, gerbils, hamsters, etc.)
    - Subfamily: Deomyinae
      - Genus: Acomys
        - Johan's spiny mouse, Acomys johannis LC

      - Genus: Lophuromys
        - Rusty-bellied brush-furred rat, Lophuromys sikapusi LC

      - Genus: Uranomys
        - Rudd's mouse, Uranomys ruddi LC

    - Subfamily: Gerbillinae
      - Genus: Tatera
        - Kemp's gerbil, Tatera kempi LC

    - Subfamily: Murinae
      - Genus: Arvicanthis
        - Sudanian grass rat, Arvicanthis ansorgei LC
        - African grass rat, Arvicanthis niloticus LC
        - Guinean grass rat, Arvicanthis rufinus LC

      - Genus: Dasymys
        - West African shaggy rat, Dasymys rufulus LC

      - Genus: Hylomyscus
        - Allen's wood mouse, Hylomyscus alleni LC

      - Genus: Lemniscomys
        - Typical striped grass mouse, Lemniscomys striatus LC
        - Heuglin's striped grass mouse, Lemniscomys zebra LC

      - Genus: Mastomys
        - Guinea multimammate mouse, Mastomys erythroleucus LC
        - Natal multimammate mouse, Mastomys natalensis LC

      - Genus: Mus
        - Baoule's mouse, Mus baoulei LC
        - Hausa mouse, Mus haussa LC
        - Matthey's mouse, Mus mattheyi LC
        - African pygmy mouse, Mus minutoides LC
        - Peters's mouse, Mus setulosus LC

      - Genus: Praomys
        - Dalton's mouse, Praomys daltoni LC
        - Deroo's mouse, Praomys derooi LC
        - Tullberg's soft-furred mouse, Praomys tullbergi LC

      - Genus: Stochomys
        - Target rat, Stochomys longicaudatus LC

## Ordre:Lagomorpha(lagomorphes)
Les lagomorphes comprennent deux familles, les Leporidae ( lièvres et lapins ) et les Ochotonidae ( pikas ). Bien qu'ils puissent ressembler à des rongeurs et qu'ils aient été classés comme une superfamille dans cet ordre jusqu'au début du XXe siècle, ils ont depuis été considérés comme un ordre distinct. Ils diffèrent des rongeurs par un certain nombre de caractéristiques physiques, comme le fait d'avoir quatre incisives dans la mâchoire supérieure au lieu de deux.
- Famille : Leporidae (lapins, lièvres)
  - Genre : Lepus
    - Lièvre du Cap, Lepus capensis LR/lc

## Ordre:Erinaceomorpha(hérissons et gymnures)
L'ordre des Erinaceomorpha contient une seule famille, les Erinaceidae, qui comprend les hérissons et les gymnures. Les hérissons sont facilement reconnaissables à leurs épines tandis que les gymnures ressemblent plus à de gros rats.
- Famille : Erinaceidae (hérissons)
  - Sous-famille : Erinaceinae
    - Genre : Atelerix
      - Hérisson à quatre doigts, Atelerix albiventris LR/lc

## Ordre:Soricomorpha(musaraignes, taupes et solénodons)
Les "musaraignes" sont des mammifères insectivores. Les musaraignes et les solénodons ressemblent beaucoup aux souris tandis que les taupes sont des fouisseurs au corps robuste.
- Famille : Soricidae (musaraignes)
  - Sous-famille : Crocidurinae
    - Genre : Crocidura
      - Musaraigne de Crosse, Crocidura crossei LC
      - La musaraigne du renard, Crocidura foxi LC
      - Musaraigne des prés, Crocidura fulvastra LC
      - Musaraigne musquée bicolore, Crocidura fuscomurina LC
      - Musaraigne à grosse tête, Crocidura grandiceps NT
      - La musaraigne de Lamotte, Crocidura lamottei LC
      - Musaraigne du Nigeria, Crocidura nigeriae LC
      - Musaraigne géante africaine, Crocidura olivieri LC
      - Musaraigne musquée de Fraser, Crocidura poensis LC
      - Musaraigne des chemins de savane, Crocidura viaria LC
      - Voi musaraigne, Crocidura voi LC

    - Genre : Sylvisorex
      - Musaraigne grimpante, Sylvisorex megalura LC

## Ordre:Chiroptères(chauves-souris)
La caractéristique la plus distinctive des chauves-souris est que leurs membres antérieurs sont développés comme des ailes, ce qui en fait les seuls mammifères capables de voler. Les espèces de chauves-souris représentent environ 20 % de tous les mammifères.
- Family: Pteropodidae (flying foxes, Old World fruit bats)
  - Subfamily: Pteropodinae
    - Genus: Eidolon
      - Straw-coloured fruit bat, Eidolon helvum LC

    - Genus: Epomophorus
      - Gambian epauletted fruit bat, Epomophorus gambianus LC

    - Genus: Epomops
      - Franquet's epauletted fruit bat, Epomops franqueti LC

    - Genus: Hypsignathus
      - Hammer-headed bat, Hypsignathus monstrosus LC

    - Genus: Lissonycteris
      - Smith's fruit bat, Lissonycteris smithi LC

    - Genus: Micropteropus
      - Peters's dwarf epauletted fruit bat, Micropteropus pusillus LC

    - Genus: Nanonycteris
      - Veldkamp's dwarf epauletted fruit bat, Nanonycteris veldkampi LC

  - Subfamily: Macroglossinae
    - Genus: Megaloglossus
      - Woermann's bat, Megaloglossus woermanni LC
- Family: Vespertilionidae
  - Subfamily: Myotinae
    - Genus: Myotis
      - Rufous mouse-eared bat, Myotis bocagii LC

  - Subfamily: Vespertilioninae
    - Genus: Glauconycteris
      - Abo bat, Glauconycteris poensis LC
      - Butterfly bat, Glauconycteris variegata LC

    - Genus: Neoromicia
      - Cape serotine, Neoromicia capensis LC
      - Tiny serotine, Neoromicia guineensis LC
      - Banana pipistrelle, Neoromicia nanus LC
      - Rendall's serotine, Neoromicia rendalli LC
      - Somali serotine, Neoromicia somalicus LC

    - Genus: Nycticeinops
      - Schlieffen's bat, Nycticeinops schlieffeni LC

    - Genus: Pipistrellus
      - Aellen's pipistrelle, Pipistrellus inexspectatus DD
      - Tiny pipistrelle, Pipistrellus nanulus LC

    - Genus: Scotoecus
      - Light-winged lesser house bat, Scotoecus albofuscus DD

    - Genus: Scotophilus
      - African yellow bat, Scotophilus dinganii LC
      - White-bellied yellow bat, Scotophilus leucogaster LC
      - Schreber's yellow bat, Scotophilus nigrita NT
      - Greenish yellow bat, Scotophilus viridis LC
- Family: Molossidae
  - Genus: Chaerephon
    - Lappet-eared free-tailed bat, Chaerephon major LC
    - Nigerian free-tailed bat, Chaerephon nigeriae LC
    - Little free-tailed bat, Chaerephon pumila LC

  - Genus: Mops
    - Angolan free-tailed bat, Mops condylurus LC
    - Midas free-tailed bat, Mops midas LC
- Family: Emballonuridae
  - Genus: Coleura
    - African sheath-tailed bat, Coleura afra LC

  - Genus: Taphozous
    - Mauritian tomb bat, Taphozous mauritianus LC
    - Egyptian tomb bat, Taphozous perforatus LC
- Family: Nycteridae
  - Genus: Nycteris
    - Gambian slit-faced bat, Nycteris gambiensis LC
    - Large slit-faced bat, Nycteris grandis LC
    - Hairy slit-faced bat, Nycteris hispida LC
    - Large-eared slit-faced bat, Nycteris macrotis LC
    - Egyptian slit-faced bat, Nycteris thebaica LC
- Family: Megadermatidae
  - Genus: Lavia
    - Yellow-winged bat, Lavia frons LC
- Family: Rhinolophidae
  - Subfamily: Rhinolophinae
    - Genus: Rhinolophus
      - Rüppell's horseshoe bat, Rhinolophus fumigatus LC
      - Lander's horseshoe bat, Rhinolophus landeri LC

  - Subfamily: Hipposiderinae
    - Genus: Hipposideros
      - Sundevall's roundleaf bat, Hipposideros caffer LC
      - Cyclops roundleaf bat, Hipposideros cyclops LC
      - Giant roundleaf bat, Hipposideros gigas LC
      - Noack's roundleaf bat, Hipposideros ruber LC

## Ordre:Pholidota(pangolins)
L'ordre Pholidota comprend les huit espèces de pangolins. Les pangolins sont des fourmiliers et ont les griffes puissantes, le museau allongé et la longue langue que l'on voit chez les autres espèces de fourmiliers non apparentées.
- Famille : Manidea
  - Genre : Manis
    - Pangolin géant, Manis gigantea LR/lc
    - Pangolin arboricole, Manis tricuspis LR/lc

## Ordre:Cetacea(baleines)
L'ordre des cétacés comprend les baleines, les dauphins et les marsouins. Ce sont les mammifères les mieux adaptés à la vie aquatique avec un corps presque glabre en forme de fuseau, protégé par une épaisse couche de graisse, et des membres antérieurs et une queue modifiés pour assurer la propulsion sous l'eau.
- Sous-ordre : Mysticéti
  - Famille : Balaenoptéridés
    - Sous-famille : Balaenopterinae
      - Genre : Balaenoptera
        - Petit rorqual commun, Balaenoptera acutorostrata VU
        - Rorqual boréal, Balaenoptera borealis FR
        - Rorqual de Bryde, Balaenoptera brydei FR
        - Rorqual bleu, Balaenoptera musculus FR
        - Rorqual commun, Balaenoptera physalus FR

    - Sous-famille : Megapterinae
      - Genre : Mégaptère
        - Baleine à bosse, Megaptera novaeangliae VU
- Sous-ordre : Odontocètes
  - Superfamille : Platanistoidea
    - Famille : Phocoénidés
      - Genre : Phocoena
        - Marsouin commun, Phocoena phocoena VU

    - Famille : Physeteridae
      - Genre : Physeter
        - Cachalot, Physeter macrocephalus VU

    - Famille : Kogiidés
      - Genre : Kogia
        - Cachalot pygmée, Kogia breviceps DD
        - Cachalot nain, Kogia sima DD

    - Famille : Ziphidea
      - Genre : Mésoplodon
        - Baleine à bec de Blainville, Mesoplodon densirostris DD
        - Baleine à bec de Gervais, Mesoplodon europaeus DD

      - Genre : Ziphius
        - Baleine à bec de Cuvier, Ziphius cavirostris DD

    - Famille : Delphinidae (dauphins marins)
      - Genre : Orcinus
        - Orque, Orcinus orca DD
        - Genre : Feresa
        - Orque pygmée, Feresa attenuata DD
        - Genre : Pseudorca
        - Fausse orque, Pseudorca crassidens DD

      - Genre : Delphinus
        - Dauphin commun à bec court, Delphinus delphis LR/cd
        - Dauphin commun à long bec, Delphinus capensis DD

      - Genre : Sousa
        - Dauphin à bosse de l'Atlantique, Sousa teuszii DD

      - Genre : Lagenodelphis
        - Dauphin de Fraser, Lagenodelphis hosei DD

      - Genre : Sténelle
        - Dauphin tacheté pantropical, Stenella attenuata LR/cd
        - Dauphin clymène, Stenella clymene DD
        - Dauphin rayé, Stenella coeruleoalba DD
        - Dauphin tacheté de l'Atlantique, Stenella frontalis DD
        - Dauphin à long bec, Stenella longirostris LR/cd

      - Genre : Steno
        - Dauphin à dents rugueuses, Steno bredanensis DD

      - Genre : Tursiops
        - Grand dauphin commun, Tursiops truncatus LC

      - Genre : Globicephala
        - Globicéphale à nageoires courtes, Globicephala macrorhynchus DD

      - Genre : Grampus
        - Dauphin de Risso, Grampus griseus DD

      - Genre : Peponocephala
        - Baleine à tête de melon, Peponocephala electra DD

## Ordre:Carnivora(carnivores)

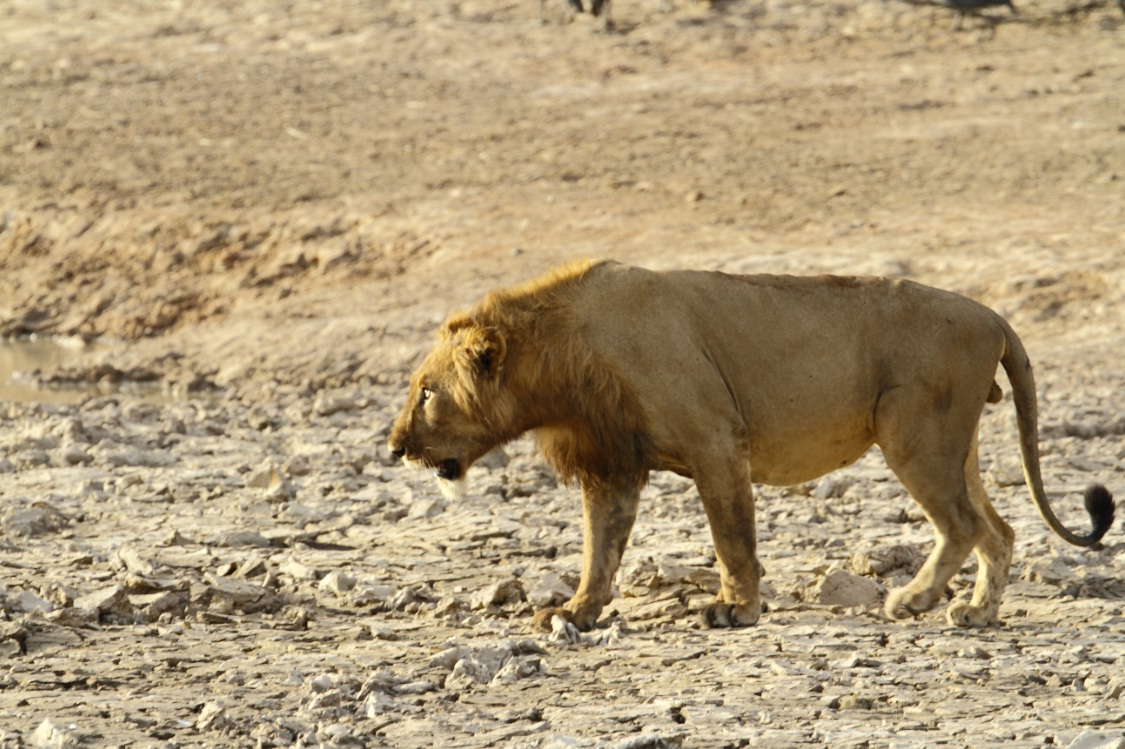
Lion

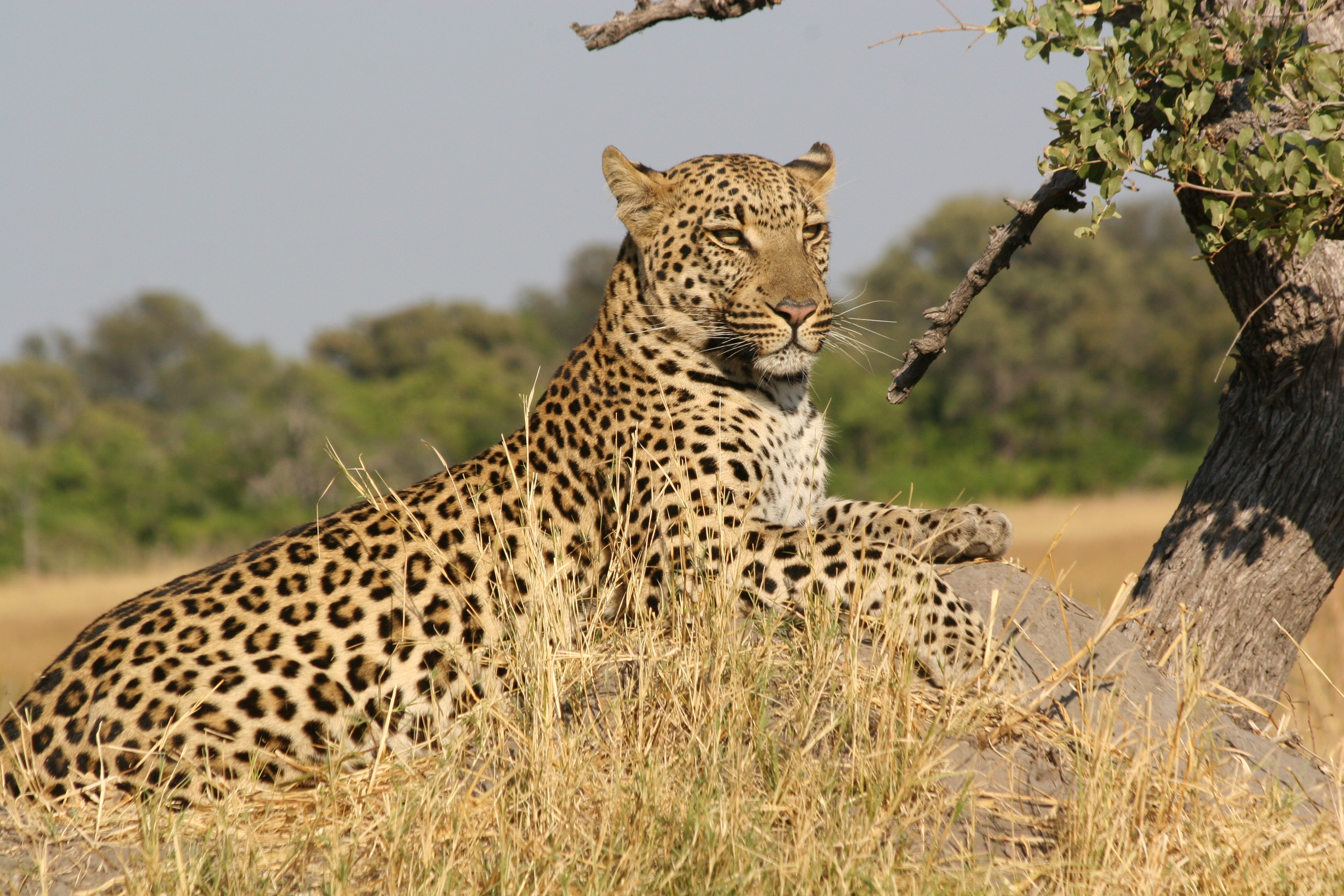
Léopard d'Afrique

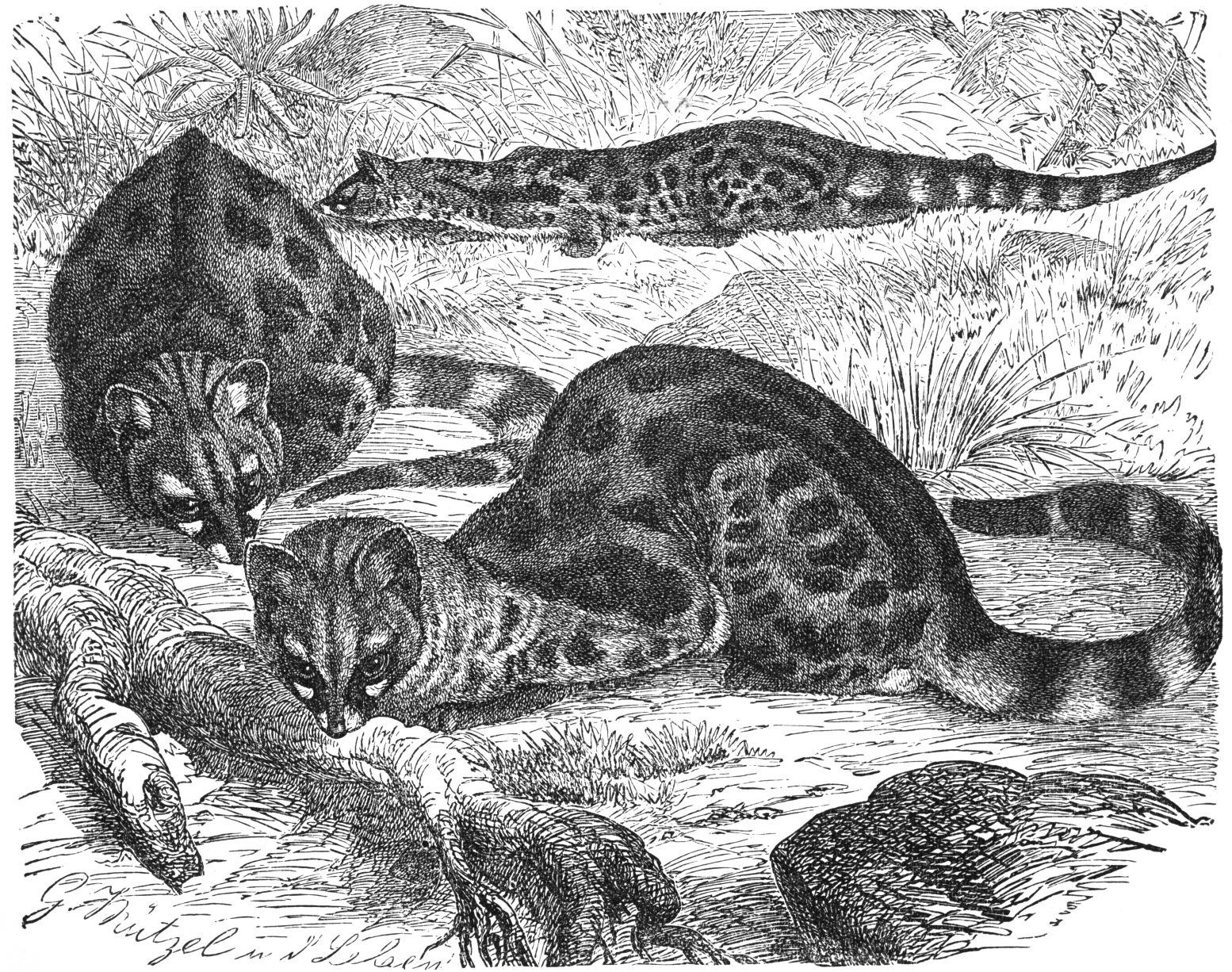
Genette commune

Il existe plus de 260 espèces de carnivores, dont la majorité se nourrissent principalement de viande. Ils ont une forme de crâne et une dentition caractéristiques.
- Sous-ordre : Feliformia
  - Famille : Felidae (chats)
    - Sous-famille : Felinae
      - Genre : Acinonyx
        - Guépard, A. jubatus
          - Guépard d'Afrique du Nord-Ouest, A. j. diable CR

      - Genre : Caracal
        - Caracal, C. caracal LC
        - Chat doré d'Afrique, présence de C. aurata VU incertaine

      - Genre : Felis
        - Chat sauvage d'Afrique, Felis lybica

      - Genre : Leptailurus
        - Serval, Leptailurus serval LC

    - Sous-famille : Pantherinae
      - Genre : Panthère
        - Lion, Panthera leo VU
        - Léopard, Panthera pardus VU

  - Famille : Viverridae
    - Sous-famille : Viverrinae
      - Genre : Civettictis
        - Civette africaine, Civettictis civetta LC

      - Genre : Genetta
        - Genette commune, Genetta genetta LC
        - Genette haoussa, Genetta thierryi LClc

  - Famille : Nandiniidae
    - Genre : Nandinia
      - Civette palmiste africaine, Nandinia binotata LC

  - Famille : Herpestidae (mangoustes)
    - Genre : Crossarchus
      - Kusimanse à tête plate, Crossarchus platycephalus LC

    - Genre : Galerellea
      - Mangouste élancée, Galerella sanguinea LC

  - Famille : Hyaenidae (hyènes)
    - Genre : Crocuta
      - Hyène tachetée, Crocuta crocuta LC

    - Genre : Hyène
      - Hyène rayée, Hyaena hyaena NT
- Sous-ordre : Caniformia
  - Famille : Canidés (chiens, renards)
    - Genre : Lupulella
      - Chacal à rayures latérales, L. adusta LC

    - Genre : Vulpes
      - Renard pâle, Vulpes pallida LC

    - Genre : Lycaon
      - Lycaon, Lycaon pictus FR

  - Famille : Mustelidae (mustélidés)
    - Genre : Ictonyx
      - Putois rayé, Ictonyx striatus LC

    - Genre : Mellivora
      - Blaireau, Mellivora capensis LC

    - Genre : Hydrictis
      - Loutre à gorge mouchetée, H. maculicollis LC

    - Genre : Aonix
      - Loutre africaine sans griffes, Aonyx capensis LC

## Ordre:Artiodactyles(ongulés à doigts pairs)

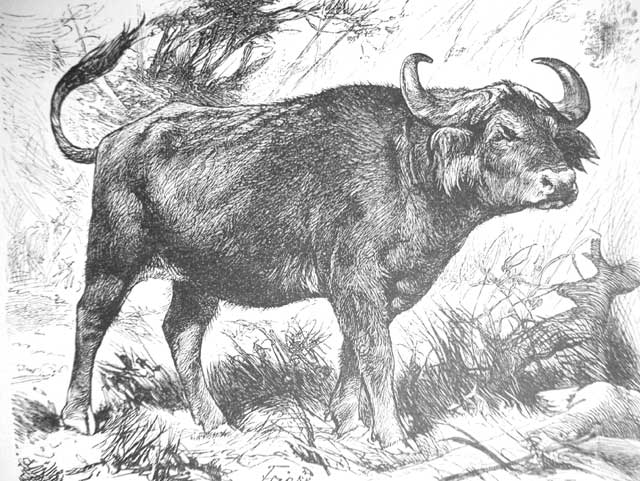
Buffle d'Afrique

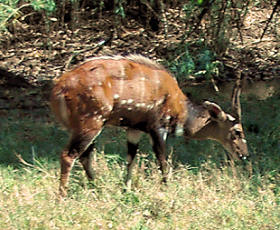
Guib harnaché

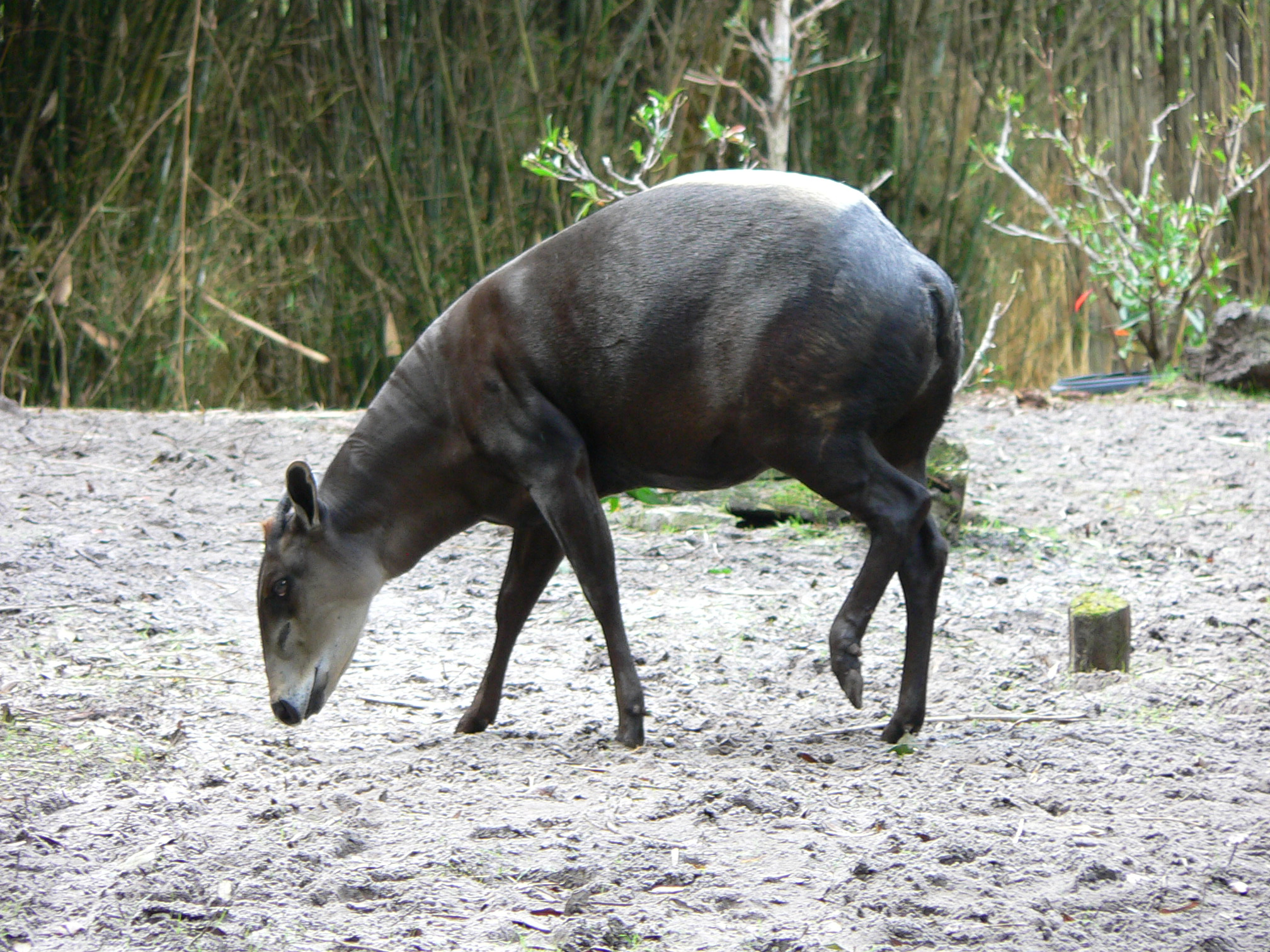
Céphalophe à dos jaune

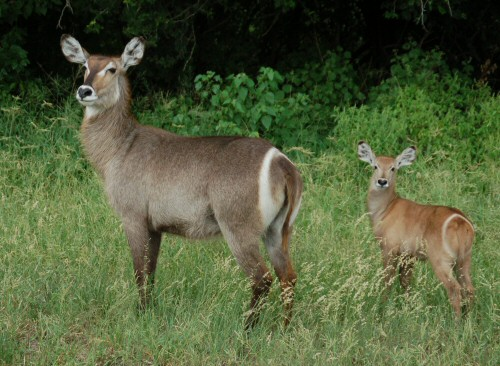
Cobe à croissant

Les ongulés à doigts pairs sont des ongulés dont le poids est supporté à peu près également par les troisième et quatrième orteils, plutôt que principalement ou entièrement par le troisième comme chez les périssodactyles. Il existe environ 220 espèces d'artiodactyles, dont beaucoup sont d'une grande importance économique pour l'homme.
- Famille : Suidae (porcs)
  - Sous-famille : Phacochoerinae
    - Genre : Phacochère
      - Phacochère commun, Phacochoerus africanus LR/lc

  - Sous-famille : Suinae
    - Genre : Potamochoerus
      - Porc de rivière rouge, Potamochoerus porcus LR/lc
- Famille : Hippopotamidae (hippopotames)
  - Genre : Hippopotame
    - Hippopotame, Hippopotamus amphibius VU
- Famille : Tragulidés
  - Genre : Hyemoschus
    - Chevrotain d'eau, Hyemoschus aquaticus DD
- Famille : Bovidae (bovins, antilopes, ovins, caprins)
  - Sous-famille : Alcelaphinae
    - Genre : Alcelaphus
      - Bubale, Alcelaphus buselaphus LR/cd

    - Genre : Damaliscus
      - Topi, Damaliscus lunatus LR/cd

  - Sous-famille : Antilopinae
    - Genre : Gazelle
      - Gazelle à front roux, Gazella rufifrons VU

    - Genre : Ourebia
      - Oribi, Ourebia ourebi LR/cd

  - Sous-famille : Bovinae
    - Genre : Syncerus
      - Buffle d'Afrique, Syncerus caffer LR/cd

    - Genre : Tragelaphus
      - Guib harnaché, Tragelaphus scriptus LR/lc
      - Sitatunga, Tragelaphus spekii LR/nt

  - Sous-famille : Cephalophinae
    - Genre : Céphalophe
      - Céphalophe de Maxwell, Cephalophus maxwellii LR/nt
      - Céphalophe bleu, Cephalophus monticola LR/lc
      - Céphalophe noir, Cephalophus niger LR/nt
      - Céphalophe à flancs rouges, Cephalophus rufilatus LR/cd
      - Céphalophe à dos jaune, Cephalophus silvicultor LR/nt

    - Genre : Sylvicapra
      - Céphalophe commun, Sylvicapra grimmia LR/lc

  - Sous-famille : Hippotraginae
    - Genre : Hippotragus
      - Antilope rouanne, Hippotragus equinus LR/cd

  - Sous-famille : Reduncinae
    - Genre : Kobus
      - Cobe à croissant, Kobus ellipsiprymnus LR/cd
      - Kob, Kobus kob LR/cd

    - Genre : Redunca
      - Bohor roseau, Redunca redunca LR/cd